# Casòliba
Casòliba és una masia situada al municipi de Capolat a la comarca catalana del Berguedà.